# Juan Diesbach
Juan Diesbach fue un jesuita nacido en Praga en 1729 y fallecido en 1792.

## Biografía
Juan fue profesor en Olmutz, Brunn o Brno, Praga y Viena, y enseñó las matemáticas al archiduque Francisco, posterior emperador de Austria.
No hay que confundirlo con otro Juan Diesbach, capitán de los montañeses de Helvecia del siglo XVI, que murió luchando contra Fernando de Ávalos, en 1525.

## Obra
- Bohuslai Balbini syntagma Kolowratiacarum, Praga, 1761
- Institutiones philosophicae de corporum attributis, Praga, 1765
- Exegesis entimologica de Ephemerarum apparitione, Praga, 1770
- Tabularium bohemo genealogicum Bohuslai Balbini, Praga, 1767

## Otro Diesbach
Nicolás, José Alberto de Diesbach, descendiente de una noble familia de Berna, entró en la Compañía de Jesús en la provincia de Milán, a los 27 años, en 1759, y murió en Viena en 1794 y dejó escrito:
- Cristiano católico inviolablemente adicto a la religión, 1771, 3 tomos en 12.ª
- In celo meditativo di un pio solitario christiano, 1774 en 8.ª
- Solitarius christianus catholicus,